# Зграда Пензионог фонда Беочинске фабрике цемента у Београду
Зграда Пензионог фонда Беочинске фабрике цемента у Београду се налази на углу Булевара деспота Стефана и улице Браће Југовића и представља непокретно културно добро као споменик културе.
Саграђена је 1934. године, према пројекту истакнутог архитекте Драгише Брашована, као стамбени објекат. Обликована у стилу модернизма, приземље и последњи спрат су повучени унутра, на углу здања, оштрије акцентован од подножја решен је у балконима. Чеоно платно зграде је решено у ритмичким низовима прозорских трака и балкона.
У самом поткровљу појављују се округли прозори, као ликовни знак, док је на крову као и обично постављен носач за заставу. 
Зграда Пензионог фонда Беочинске фабрике цемента, својом монументалношћу, уравнотеженим односима делова и целине, посебним акцентом на детаљу, представља значајно архитектонско-урбанистичко остварење.